# Lorenzo José González
Lorenzo José González Montesdeoca (Las Palmas de Gran Canaria, 10 de abril de 2000), conocido como Lorenzo González, es un futbolista hispano-suizo que juega en la demarcación de delantero para el N. K. Tabor Sežana de la Segunda Liga de Eslovenia.

## Biografía
Nacido en Las Palmas de Gran Canaria, tiene madre canaria y padre suizo con ascendencia andaluza y se fue a Ginebra junto a sus padres a los pocos meses de nacer.
Creció en la cantera del Servette desde los cinco hasta los 16 años. Entonces lo fichó el Manchester City para su equipo juvenil en 2016, pese al interés de varios equipos. Marcó 26 goles en 58 partidos en las categorías inferiores del fútbol inglés.
El 2 de septiembre de 2019 formalizó su traspaso Málaga C. F. por una temporada. Compitió en la Segunda División de España hasta enero de 2020, cuando abandonó el conjunto malagueño para jugar en el F. C. St. Gallen suizo.
El 10 de septiembre de 2021 fue cedido al F. K. Ústí nad Labem checo, no volviendo a San Galo una vez terminó la temporada ya que en junio rescindió su contrato. Siguió su carrera en España después de unirse en el mes de julio a la A. D. Ceuta F. C. que había ascendido a la Primera Federación. La siguiente campaña se marchó a Eslovenia para jugar en el N. K. Tabor Sežana.

## Selección nacional
Ha sido internacional en categorías inferiores con Suiza sub-19 (6 veces, 2 goles), sub-18 (1 vez), sub-17 (8 veces, 4 goles), sub-16 (1 vez, 2 goles) y sub-15 (1 vez, 1 gol).

## Clubes
| Club                          | País            | Año       |
| ----------------------------- | --------------- | --------- |
| Málaga C. F.                  | España          | 2019-2020 |
| F. C. St. Gallen              | Suiza           | 2020-2022 |
| F. K. Ústí nad Labem (cedido) | República Checa | 2021-2022 |
| A. D. Ceuta F. C.             | España          | 2022-2023 |
| N. K. Tabor Sežana            | Eslovenia       | 2023-     |